# Andon

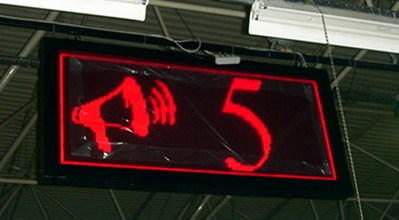
Příklad popisované informační tabule

Andon (z japonského アンドン, あんどん, 行灯, což je původně označení typu papírových lampionů) je termín z oboru výroby, kterým se označují tabule (obvykle světelné) informující o aktuálním stavu pracoviště.
Jedná se o jeden z hlavních nástrojů džidóky, systém vyvinutý firmou Toyota, jako součást Toyota Production System, který upozorňuje na problém přímo ve výrobním procesu.
Je to způsob vizuální kontroly, který ukazuje současný stav výroby. Nejčastěji rozlišuje 4 stavy:
- zelená — produkce
- oranžová — výměna nástroje, nebo změna produkce,
- červená — porucha
- bílá — nevyrábí, plánovaná odstávka.